# 陳宇 (演員)
陳宇（2003年3月11日—，宜蘭澤敖利泰雅語：Buya Watan），台灣演員，國立東華大學民族語言與傳播學系文學士。2016年參演電影《只要我長大》榮獲第18屆台北電影獎最佳新演員獎，並入圍第53屆金馬獎最佳新演員獎。

## 作品

### 電影
| 年份   | 片名           | 飾演 | 導演   | 上映日期       | 備註  |
| 2016年 | 《只要我長大》 | 瓦旦 | 陳潔瑤 | 2016年3月18日  |       |
| 2022年 | 《哈勇家》     |      | 陳潔瑤 | 2022年11月11日 | [ 1 ] |

### 主持
| 年份   | 頻道           | 節目                    | 備註             |
| 2020年 | 原住民族電視台 | 《kakudan時光機》第三季 | 與鍾家駿共同主持 |

## 獎項紀錄
| 年份   | 頒獎典禮         | 獎項                 | 作品              | 結果 |
| ------ | ---------------- | -------------------- | ----------------- | ---- |
| 2016年 | 第18屆台北電影獎 | 最佳新演員           | 《只要我長大》    | 獲獎 |
| 2016年 | 第53屆金馬獎     | 最佳新演員           | 《只要我長大》    | 提名 |
| 2020年 | 第55屆金鐘獎     | 兒童少年節目主持人獎 | 《kakudan時光機》 | 獲獎 |

## 外部連結
- Buya Watan的Facebook專頁